# Iridosornis porphyrocephalus
Iridosornis porphyrocephalus là một loài chim trong họ Thraupidae.